# 砂押川
砂押川（すなおしかわ）は、宮城県中部の利府町と多賀城市の中心を流れ太平洋に注ぐ二級河川。二級水系砂押川の本流である。古くは市川（いちかわ）と呼ばれていた。

## 流路
宮城県中部を東西に横切る松島丘陵から出て、その南縁（仙台平野の北東縁）にそって流れて仙台港に注ぐ。主に宮城郡利府町と多賀城市を大きく弧を描くように流れるが、上流は黒川郡大和町に属し、海に注ぐとき仙台市にわずかにかかる。支流の野田の玉川、加瀬沼が塩竈市を流れるため、流域はそこまで含まれる。

## 歴史
江戸時代の初めまで、砂押川の下流には南から七北田川から流れ込み、砂押川は七北田川の支流であった。合流点は現在の八幡小学校の真北、砂押川屈曲部あたりとされる。また、下流部では貞山堀からさらに東に流れ、湊浜に注いでいた。
砂押川下流部には古墳時代から集落があり、724年には陸奥国の国府として多賀城が左岸の塩釜丘陵（松島丘陵の一部）の上に築かれ、国府の町が川の両岸にわたって広がった。このうち当時の砂押川の河道にあたるのが市川橋遺跡である。木の人形（ひとがた）、人面墨書土器など祭祀にまつわると考えられる遺物が大量に見つかり、幅7メートル、長さ23メートルの橋が、多賀城南門から延びる南北大路に架けられていたことが、発掘調査で確認されている。
中世には河口の「湊浜」が名の通りの海港で、七北田川沿いの岩切まで河川舟運があった。江戸時代の初めに七北田川の流路が切り替えられると、流量が減って商船が遡行できなくなり、川筋は水田や沼になった。そのうち今も残るのが深川沼である。付け替えの時期は、慶長年間（1596年から1615年）とも寛文10年（1670年）ともいう。2段階の工事を想定する説もある。
1950年（昭和25年）から河川改修がなされた。
2011年3月11日、東北地方太平洋沖地震（東日本大震災）で発生した津波が遡上。氾濫や堤防の決壊により沿岸で被害が出た。一方で国道45号沿いを飲み込んだ津波は多賀城駅前の砂押川堤防によって食い止められ駅は津波被害を免れた。
2016年に発生した福島県沖地震(東北地方太平洋沖地震の余震)でも、地震によって発生した津波が川を遡上(逆流)した。

## 自然
1997年刊の『多賀城市史』によると、かつてはウグイ、タイリクバラタナゴ、マハゼ、ボラなどがいたが、水量の低下とともに変化があるという。

## 支流
運河等を含む
- 勿来川
- 原谷地川
- 野田の玉川
- 旧砂押川
- 貞山運河

## 橋梁
- 宮城県道3号塩釜吉岡線
- 白石沢橋
- 新唄沢橋 - 宮城県道3号塩釜吉岡線
- 仙台北部道路利府しらかし台インターチェンジ
- 唄沢橋
- 仙台北部道路
- 種田橋 - 宮城県道3号塩釜吉岡線
- 仙台北部道路
- 風音橋
- 新風音橋
- 沢乙橋 - 宮城県道270号利府岩切停車場線
- 大沢橋
- 高嶋橋
- 深山橋
- 八幡崎橋 - 宮城県道260号利府停車場総合運動公園線
- 東北新幹線
- 砂押橋 - 宮城県道8号仙台松島線、利府街道
- 仙台北部道路
- 新幹線総合車両センター (旧・仙台総合車輌所) ・東北本線利府支線
- 新山路橋
- 三陸沿岸道路
- 市川橋 - 宮城県道35号泉塩釜線、塩釜街道
- 国府多賀城新市川橋 - 宮城県道35号泉塩釜線
- 東北本線
- 鴻の池橋
- 樋の口大橋
- かのえだ大橋
- 仙石線
- 舟橋
- 鎮守橋
- 八幡橋
- 多賀城橋 - 国道45号
- 笠神新橋
- 箱塚橋
- 念仏橋 - 宮城県道23号仙台塩釜線